# 비진나문

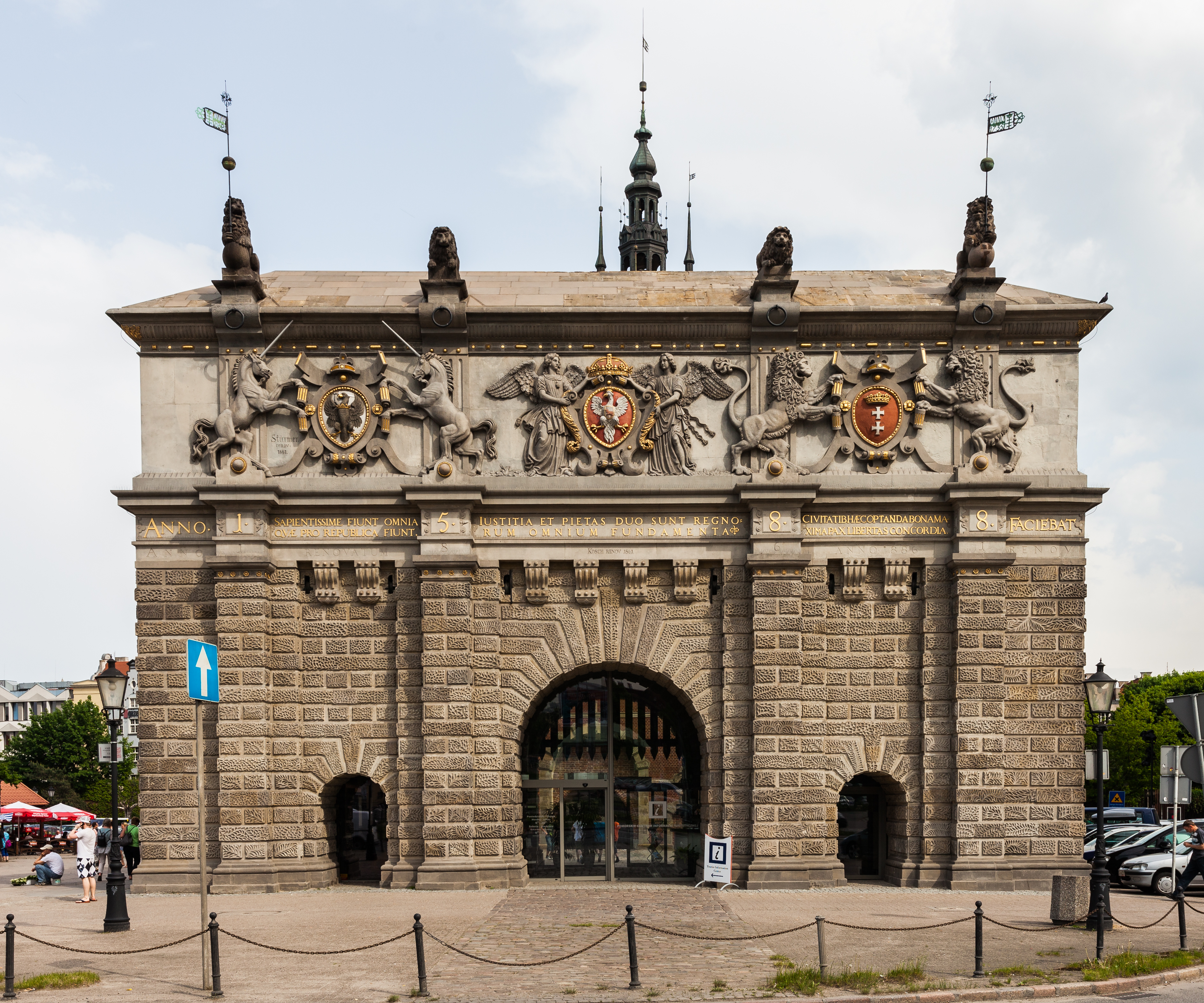
비진나문을 서쪽에서 본 모습 (문 바깥쪽)

비진나문(폴란드어: Brama Wyżynna)은 폴란드 포모제주 그단스크에 있는 르네상스 양식의 문이다.

## 역사
설계는 1586년 그단스크 의원의 승인을 받았다. 이 문은 290년 동안 거의 변하지 않았다. 1861년에 건물 정면이 개조되었다. 1878년에 통로를 넓히기 위해 내부 문을 철거했다. 1884년에는 아직 원시 상태였던 벽돌 벽의 일부가 혹등석 석판으로 덮여 있었다. 이 문은 1945년 전쟁에서 거의 손상 없이 살아 남았다.
이 문은 빌렘 판 덴 블로케의 작품으로 간주된다. 한스 크라머는 벽돌로 만든 단순하고 장식되지 않은 내부 문만 만들었고 1878년에 철거되었다. 그 앞에는 빌렘 판 덴 블로케가 외부 건물로 웅장한 석조 문을 만들었다.